# Wujiagang
Wujiagang är ett stadsdistrikt i Yichangs stad på prefekturnivå i Hubei-provinsen i centrala Kina. Den ligger omkring 280 kilometer väster om provinshuvudstaden Wuhan. 
1. ↑  http://www.geohive.com/cntry/cn-42.aspx